# Elina Berro
Elina Berro (Buenos Aires, 16 de abril de 1923 - Montevideo, 18 de julio de 1971) fue una escritora, humorista y periodista uruguaya quien utilizó el seudónimo Mónica para publicar algunas de sus columnas.

## Biografía
Nacida en Buenos Aires y criada en el seno y ambiente de una familia patricia de Montevideo, Berro comenzó sus escritos desde muy pequeña. 
Fue la primera humorista uruguaya. Publicaba sus escritos con el seudónimo Mónica que la hizo más conocida pero también utilizó Elinita Laitue, Carmencita Paque Vea, Cuca Linares y Talu-llah.
Sus artículos reflejaban su época desde el punto de vista de la clase social más pudiente de Montevideo, siempre con visión muy crítica y satírica.
Escribió durante algunos años en la revista Peloduro y luego al cierre de ésta pasó al semanario Marcha.
En 1971 participó de la creación del Frente Amplio, militando en comités de base y trabajando en el lanzamiento del semanario de ese partido político llamado "Sur", el cual no alcanzó a ver publicado. Su hija es la psicóloga Elina Carril Berro. Su nieta es la escritora y periodista Ana Fornaro.
En el año 2014 se publicó un libro reeditando sus dos volúmenes editados por Arca en 1967 y 1968. En 2016 sus columnas se editaron en la editorial cubana Casa de las Américas, bajo el título "Crónicas humorísticas de una mujer de la alta sociedad".  

## Obras
- 1967, Mónicas prontas de seguridad (Arca)
- 1968, Mónica por Mónica (Arca)
- 2014, Mónica por Mónica ; Mónica prontas de seguridad / Mónica (prólogo de Ana Fornaro. Irrupciones Grupo Editor)